# Incursión en Ojo de Agua
La Incursión en Ojo de Agua fue un enfrentamiento militar entre sediciosos mexicanos y el Ejército de Estados Unidos en Ojo de Agua, Texas. Como parte del Plan de San Diego, los rebeldes lanzaron un ataque a través del Río Bravo en Texas, el 21 de octubre de 1915 destinadas a hostigar a los puestos de avanzada de Estados Unidos a lo largo de la frontera con México y afectar la economía local.
Después de trasladarse a través de la frontera, los sediciosos comenzaron un asalto contra el Cuerpo de Señales del ejército de los Estados Unidos en la estación de Ojo de Agua. El pequeño grupo de defensores estadounidenses fue acorralado en un solo edificio y sufrieron muchas bajas antes de que llegaran los refuerzos de conducción de la fuerza sediciosa de regreso a México. La redada resultó ser el punto de inflexión en el conflicto estadounidense con los sediciosos, como su gravedad convenció a los funcionarios estadounidenses de enviar un gran número de tropas estadounidenses a la zona con el fin de disuadir los ataques más graves por la fuerza de la frontera mexicana.